# Saison 1 de Designated Survivor
Chronologie
Saison 2
Cet article présente le guide des épisodes de la première saison de la série télévisée américaine Designated Survivor.

## Généralités
- Aux États-Unis, la saison est diffusée depuis le 21 septembre 2016 sur le réseau ABC.
- Au Canada, la saison est diffusée en simultanée sur le réseau CTV[1].

## Distribution

### Acteurs principaux
- Kiefer Sutherland (VF : Patrick Bethune) : Tom Kirkman, président des États-Unis
- Natascha McElhone (VF : Danièle Douet) : Alex Kirkman, avocate et première dame des États-Unis
- Adan Canto (VF : Stéphane Fourreau) : Aaron Shore, Chef adjoint de cabinet de la Maison-Blanche et conseiller de Tom Kirkman
- Italia Ricci (VF : Stéphanie Hédin) : Emily Rhodes, conseillère spéciale du Président
- LaMonica Garrett (VF : Jean-Baptiste Anoumon) : Mike Ritter, officier du Service Secret
- Kal Penn (VF : Serge Faliu) : Seth Wright, porte-parole de la Maison-Blanche
- Maggie Q (VF : Yumi Fujimori) : Hannah Wells, agent du FBI

### Acteurs récurrents
- Tanner Buchanan (VF : Gabriel Bismuth-Bienaimé) : Leo Kirkman
- Mckenna Grace (VF : Kaycie Chase) : Penny Kirkman
- Virginia Madsen (VF : Martine Irzenski) : Kimble Hookstraten, membre du Congrès
- Kevin McNally (VF : Hervé Caradec) : Général Harris Cochran
- Ashley Zukerman (VF : Yann Guillemot) : Peter MacLeish, membre du Congrès et Vice Président des États-Unis[2]
- Malik Yoba (VF : Frédéric Souterelle) : Jason Atwood, directeur adjoint du FBI
- Mykelti Williamson : Amiral Chernow[3]
- Mariana Klaveno : Brooke Mathison, une des responsables de l'attaque du Capitole[4]
- Dylan Walsh (VF : Loic Houdré) : Max Clarkson, Commandant des Navy Seals (épisode 5)
- Geoff Pierson : Cornelius Moss[5]

## Épisodes

### Épisode 1:Pilote
- États-Unis /  Canada : 21 septembre 2016 sur ABC[6] / CTV
- France : 6 novembre 2016 sur Netflix
- Québec : 31 janvier 2017 sur Club Illico

- États-Unis : 10,07 millions de téléspectateurs[7] (première diffusion)
- Canada : 2,697 millions de téléspectateurs[8] (première diffusion + différé 7 jours)

- Malik Yoba (Jason Atwood)
- Arjay Smith (Nolan)
- Alex Quijano (Lawrence)
- Richard Bekins (President Richmond)
- Elias Zarou (Ambassador Ahmed Fayad)
- Peter Outerbridge (Charlie Langdon)
- Rothaford Gray (Acting Defense Secretary)
- Krista Morin (Acting FBI Director)
- Catherine Tait (Acting Health & Human Resources Secretary)
- Matthew Olver (Acting Transportation Secretary)
- Michael Kinney (Acting Treasury Secretary)
- Dan MacKay (Air Force Major)
- Doug MacLeod (Acting Secretary of State)
- Robin Cunningham (Major Scott Cameron)
- Darlene Cooke (DC Appellate Judge)
- Tyler Burton (Caleb West)

### Épisode 2:Le Premier Jour
- États-Unis /  Canada : 28 septembre 2016 sur ABC / CTV
- France : 13 novembre 2016 sur Netflix
- Québec : 31 janvier 2017 sur Club Illico

- États-Unis : 7,97 millions de téléspectateurs[9] (première diffusion)
- Canada : 2,348 millions de téléspectateurs[10] (première diffusion + différé 7 jours)

### Épisode 3:La Confession
- États-Unis /  Canada : 5 octobre 2016 sur ABC / CTV
- France : 20 novembre 2016 sur Netflix
- Québec : 31 janvier 2017 sur Club Illico

- États-Unis : 7,05 millions de téléspectateurs[11] (première diffusion)
- Canada : 2,405 millions de téléspectateurs[12] (première diffusion + différé 7 jours)

- Elizabeth Vargas (elle-même)

### Épisode 4:L'Ennemi
- États-Unis /  Canada : 12 octobre 2016 sur ABC / CTV
- France : 27 novembre 2016 sur Netflix
- Québec : 31 janvier 2017 sur Club Illico

- États-Unis : 7 millions de téléspectateurs[13] (première diffusion)
- Canada : 2,309 millions de téléspectateurs[14] (première diffusion + différé 7 jours)

Kirkman est à nouveau confronté à une crise au Michigan avec le gouverneur Royce, qui a rétabli un état policier ciblant les musulmans et qui ne reconnaît plus la présidence de Tom.
Pendant ce temps, un agent de la CIA a découvert que Majid Nassar, qui a pris la responsabilité de l'attentat du Capitole, est caché en Algérie. Bien que le Général Cochrane veuille que le Président prenne des mesures décisives pour bombarder la base de Nassar en représailles, Kirkman n'est pas sûr d'être prêt à le faire, avant qu'il ne sache que l'agent de la CIA est en sécurité.

### Épisode 5:La Mission
- États-Unis /  Canada : 26 octobre 2016 sur ABC / CTV
- France : 4 décembre 2016 sur Netflix
- Québec : 31 janvier 2017 sur Club Illico

- États-Unis : 5,96 millions de téléspectateurs[15] (première diffusion)
- Canada : 2,114 millions de téléspectateurs[16] (première diffusion + différé 7 jours)

- Dylan Walsh (Commandant Max Clarkson)

### Épisode 6:L'Interrogatoire
- États-Unis /  Canada : 9 novembre 2016 sur ABC / CTV
- France : 11 décembre 2016 sur Netflix

- États-Unis : 5,56 millions de téléspectateurs[17] (première diffusion)
- Canada : 2,222 millions de téléspectateurs[18] (première diffusion + différé 7 jours)

### Épisode 7:Le Traître
- États-Unis /  Canada : 16 novembre 2016 sur ABC / CTV
- France : 18 décembre 2016 sur Netflix
- Québec : 31 janvier 2017 sur Club Illico

- États-Unis : 5,52 millions de téléspectateurs[20] (première diffusion)
- Canada : 1,982 million de téléspectateurs[21] (première diffusion + différé 7 jours)

### Épisode 8:Les Résultats
- États-Unis /  Canada : 30 novembre 2016 sur ABC / CTV
- France : 26 décembre 2016 sur Netflix
- Québec : 31 janvier 2017 sur Club Illico

- États-Unis : 5,45 millions de téléspectateurs[22] (première diffusion)
- Canada : 1,975 million de téléspectateurs[23] (première diffusion + différé 7 jours)

Le président Kirkman attend avec impatience l'élection d'un nouveau Congrès. Alors qu'un acte de bio-terrorisme met en péril les nouvelles élections, Kirkman doit aussi assumer ses responsabilités face à Leo. Ce dernier apprend la rumeur que Tom Kirkman n'est peut-être pas son père biologique. 

### Épisode 9:Le Plan
- États-Unis /  Canada : 7 décembre 2016 sur ABC / CTV
- France : 26 décembre 2016 sur Netflix
- Québec : 31 janvier 2017 sur Club Illico

- États-Unis : 5,18 millions de téléspectateurs[24] (première diffusion)
- Canada : 1,905 million de téléspectateurs[25] (première diffusion + différé 7 jours)

Le Président Kirkman soupçonne que l'employé de la NSA responsable du vol d'informations classifiées a une arrière-pensée, et accepte sa demande de rencontre. L'agent Wells continue d'obtenir des informations accablantes sur le passé de MacLeish ; elle réussit à rassembler assez de preuves et veut informer la députée Hookstraten.

### Épisode 10:Le Serment
- États-Unis /  Canada : 14 décembre 2016 sur ABC / CTV
- France : 26 décembre 2016 sur Netflix
- Québec : 31 janvier 2017 sur Club Illico

- États-Unis : 6,18 millions de téléspectateurs[26] (première diffusion)
- Canada : 1,978 million de téléspectateurs[27] (première diffusion + différé 7 jours)

- Kevin R. McNally (Harris Cochrane)

### Épisode 11:Les Guerriers
- États-Unis /  Canada : 8 mars 2017 sur ABC[28] / CTV
- France : 29 mars 2017 sur Netflix
- Québec : 20 juillet 2017 sur Club Illico

- États-Unis : 5,86 millions de téléspectateurs[29] (première diffusion)
- Canada : 1,666 million de téléspectateurs[30] (première diffusion + différé 7 jours)

À la suite du tir de Catalan, le président Kirkman est blessé et transporté à l'hôpital ; la balle n'a pas touché d'organes vitaux mais elle a laissé des fragments. Le Président doit donc être opéré d'urgence. Le 25e amendement est invoqué : Peter MacLeish assurera la présidence par intérim. Celui-ci joue audacieusement de son pouvoir ; il provoque une chute des indices boursiers et ordonne au commando du FBI qui avait localisé Catalan de tirer à vue, éliminant ainsi le seul indice qui pourrait le lier à l'attentat. 

### Épisode 12:La Fin du début
- États-Unis /  Canada : 15 mars 2017 sur ABC / CTV
- France : 5 avril 2017 sur Netflix
- Québec : 20 juillet 2017 sur Club Illico

- États-Unis : 5,74 millions de téléspectateurs[31] (première diffusion)
- Canada : 1,968 million de téléspectateurs[32] (première diffusion + différé 7 jours)

Les cercles doivent se resserrer lorsqu'une nouvelle découverte apparaît dans la conspiration. L'agent Wells, convoquée à l'hôpital où se rétablit le Président Kirkman, révèle à celui-ci tout ce qu'elle sait à propos de Peter MacLeish. Le Président est furieux et demande à ce qu'on rassemble assez de preuves pour l'incriminer. Pendant ce temps, la tension monte entre Aaron et Emily alors que les soupçons se profilent à la Maison Blanche. 

### Épisode 13:Le Contre-feu
- États-Unis /  Canada : 22 mars 2017 sur ABC / CTV
- France : 12 avril 2017 sur Netflix
- Québec : 20 juillet 2017 sur Club Illico

- États-Unis : 5,21 millions de téléspectateurs[33] (première diffusion)
- Canada : 1,82 million de téléspectateurs[34] (première diffusion + différé 7 jours)

### Épisode 14:Le Commandant en chef
- États-Unis /  Canada : 29 mars 2017 sur ABC / CTV
- France : 19 avril 2017 sur Netflix
- Québec : 20 juillet 2017 sur Club Illico

- États-Unis : 5,15 millions de téléspectateurs[35] (première diffusion)
- Canada : 1,823 million de téléspectateurs[36] (première diffusion + différé 7 jours)

### Épisode 15:Les Cent Premiers Jours
- États-Unis /  Canada : 5 avril 2017 sur ABC / CTV
- France : 26 avril 2017 sur Netflix
- Québec : 20 juillet 2017 sur Club Illico

- États-Unis : 5,19 millions de téléspectateurs[37] (première diffusion)
- Canada : 1,834 million de téléspectateurs[38] (première diffusion + différé 7 jours)

- Mark Deklin (Senator Jack Bowman)

Alors que le président Kirkman publie un programme pour rétablir sa présidence, Alex fait une déclaration publique controversée qui menace de la faire dérailler. La député Kimble Hookstraten offre à Aaron Shore de travailler pour elle.

### Épisode 16:Le Parti d'abord
- États-Unis /  Canada : 12 avril 2017 sur ABC / CTV
- France : 3 mai 2017 sur Netflix
- Québec : 20 juillet 2017 sur Club Illico

- États-Unis : 4,83 millions de téléspectateurs[39] (première diffusion)
- Canada : 1,861 million de téléspectateurs[40] (première diffusion + différé 7 jours)

- Mark Deklin (Sénateur Jack Bowman)
- Geoff Pierson (Secrétaire d'État Cornelius Moss)

Le président Kirkman forme une alliance improbable dans l'espoir de voir adopter sa première loi au Sénat, pendant que l'agent Ritter est informé par l'agent du FBI, Hannah Wells, d'une nouvelle menace alarmante pour la nation. 

### Épisode 17:Le Neuvième Juge
- États-Unis /  Canada : 19 avril 2017 sur ABC / CTV
- France : 10 mai 2017 sur Netflix
- Québec : 20 juillet 2017 sur Club Illico

- États-Unis : 5,06 millions de téléspectateurs[41] (première diffusion)
- Canada : 1,846 million de téléspectateurs[42] (première diffusion + différé 7 jours)

- Mark Deklin (Sénateur Jack Bowman)
- Rob Morrow (Abe Leonard)

Alors que le président Kirkman s'efforce de mettre sur pied une nouvelle Cour suprême, l'agent du FBI, Hannah Wells, et Jason Atwood infiltrent le site militaire du Dakota du Nord utilisé par les responsables de l'attentat et découvrent beaucoup plus qu'ils n'auraient jamais pu imaginer. Le site sert de repaire à une assemblée de gens voulant établir un nouvel ordre américain.

### Épisode 18:Lazare
- États-Unis /  Canada : 26 avril 2017 sur ABC / CTV
- France : 17 mai 2017 sur Netflix
- Québec : 20 juillet 2017 sur Club Illico

- États-Unis : 5,11 millions de téléspectateurs[43] (première diffusion)
- Canada : 1,816 million de téléspectateurs[44] (première diffusion + différé 7 jours)

Alors que le président Kirkman envisage de nommer Kimble Hookstraten comme vice-présidente, cette dernière se retrouve mêlée à un scandale datant de 12 ans. 
Pendant ce temps, Hannah et Jason parviennent à se sortir d'une situation précaire dans le Dakota du Nord, bien que Jason soit blessé. Ils se demandent comment Lozano peut être en vie, alors qu'il est censé avoir été tué sur l'ordre de l'ancien vice-président, lors du raid du FBI sur sa cache.
Abe Leonard continue à recevoir des pistes d'une source anonyme à propos de l'attentat du Capitole. 

### Épisode 19:La Mésalliance
- États-Unis /  Canada : 3 mai 2017 sur ABC / CTV
- France : 24 mai 2017 sur Netflix
- Québec : 20 juillet 2017 sur Club Illico

- États-Unis : 4,62 millions de téléspectateurs[45] (première diffusion)
- Canada : 1,687 million de téléspectateurs[46] (première diffusion + différé 7 jours)

Alors que la Maison-Blanche se prépare pour le premier sommet international du président Kirkman, Kimble Hookstraten est confrontée à un comité d'éthique, et sa présidence de la Chambre des Représentants est contestée.
Tyler Richmond, fils de l'ancien président Richmond, est de retour à la Maison-Blanche pour demander le financement d'un programme de subvention pour les arts qui doit expirer dans un mois.

### Épisode 20:Le Scandale
- États-Unis /  Canada : 10 mai 2017 sur ABC / CTV
- France : 31 mai 2017 sur Netflix
- Québec : 20 juillet 2017 sur Club Illico

- États-Unis : 4,92 millions de téléspectateurs[47] (première diffusion)
- Canada : 1,638 million de téléspectateurs[48] (première diffusion + différé 7 jours)

Le premier sommet international du président Kirkman a déraillé lorsque le journaliste Abe Leonard publie un article dans lequel il révèle que Al-Sakar n'était pas responsable de l'attentat du Capitole. Kirkman essaie de tout faire pour regagner la confiance des dirigeants de l'OTAN.
Pendant ce temps, Mike Ritter, aidé par Chuck, essaie de trouver le traitre au sein de la Maison-Blanche. De son côté, l'agent Forstell du FBI recherche activement l'agent Wells. Cette dernière, ayant pu échapper un moment à ses ravisseurs, a tenté de lancer un appel de détresse via une radio du cargo. Les gardes-côtes reçoivent l'appel et préviennent le FBI. Après avoir localisé le cargo, Forstell se rend sur place avec un commando mais ne trouve que quelques membres de l'équipage.

### Épisode 21:Impact imminent
- États-Unis /  Canada : 17 mai 2017 sur ABC[49] / CTV
- France : 7 juin 2017 sur Netflix
- Québec : 20 juillet 2017 sur Club Illico

- États-Unis : 5,07 millions de téléspectateurs[50] (première diffusion)
- Canada : 1,685 million de téléspectateurs[51] (première diffusion + différé 7 jours)

- Mark Deklin (Sénateur Jack Bowman)
- Kevin R. McNally (Harris Cochrane)

Hannah Wells déjoue de justesse l'explosion qui a menacé le QG du FBI. Le président Kirkman décide d'envoyer un commando afin d'arrêter Patrick Lloyd, le principal conspirateur et responsable de l'attentat du Capitole. Mais à l'arrivée du FBI à son domicile, Lloyd a disparu.
Un peu plus tard, Chuck découvre que la taupe au sein de la Maison Blanche a infiltré le système du Pentagone afin de créer une carte d'accès pour Lozano. Le FBI avertit immédiatement la sécurité du Pentagone et Hannah Wells part à la chasse du terroriste. Celui-ci brouille les caméras de surveillance, et s'introduit dans les serveurs avant de quitter les lieux. Sur la route, Hannah et Lozano se croisent, et l'agent Wells le poursuit jusqu'à un chantier en construction où, après une lutte, Hannah parvient à tuer Lozano.
De retour à la Maison-Blanche, et après des retrouvailles avec Chuck, ce dernier lui annonce qu'elle avait reçu plusieurs mails, dont un de la part de Jason Atwood. En l'ouvrant, Hannah découvre des photos de Patrick Lloyd et Jay Whitaker, ainsi qu'un fichier audio de leur conversation, prises par Atwood avant d'être assassiné.
Jay Whitaker est immédiatement mis aux arrêts, ainsi que plusieurs membres de cellules terroristes partout dans le pays. Le président Kirkman peut enfin révéler au peuple américain la vérité au sujet du complot.